# Sonny Björk
Sonny Björk, född 25 mars 1945, är en pensionerad svensk polis och kriminaltekniker. Han var mellan 1988 och 2012 ansvarig för de kriminaltekniska undersökningarna i utredningen av mordet på Olof Palme. Björk koordinerade kriminaltekniska undersökningar kring fallet Lasermannen och gjorde rekonstruktioner som till stor del bidrog till fällande dom i rättegångarna efter Malexandermorden. Efter sin pensionering från polisen har Björk arbetat som kriminalteknisk konsult åt framför allt svarandesidan i grova brottmål.

## Palmemordet
Björk var involverad i utredningen av mordet på Olof Palme sedan morgonen efter det skedda då han anmälde sig för tjänst och var med om att avsöka mordplatsen. Björk är kritisk till hur polisledningen med Hans Holmér i spetsen hanterade utredningen. Han anser att en rad fel begicks och önskar att det behandlats som ett vanligt mordärende med erfarna utredare från mordkommissionen på rikskriminalen och våldsroteln i Stockholm. Björk menar att Christer Pettersson är intressant som tänkbar gärningsman och att Pettersson kan ha motiverats av vännen och rättshaveristen Lars Tingström.